# Абдулазіз Аль-Обайдлі
Абдулазіз Аль-Обайдлі (1 січня 2001) — катарський плавець.
Учасник Олімпійських Ігор 2020 року, де в попередніх запливах на дистанції 200 метрів брасом посів 39-те місце (останнє серед тих, що фінішували) і не потрапив до півфіналів.